# David Burghley
David Burghley (Reino Unido, 9 de febrero de 1905-22 de octubre de 1981) fue un atleta británico, especialista en la prueba de 4x400 m en la que llegó a ser subcampeón olímpico en 1932. Ganó la medalla de oro en los 400 metros de obstáculos en los Juegos Olímpicos de Ámsterdam 1928.
David Burghley fue además el sexto marqués de Exeter y político conservador.

## Carrera deportiva
En los JJ.OO. de Los Ángeles 1932 ganó la medalla de plata en los relevos de 4x400 metros, con un tiempo de 3:11.2 segundos, llegando a meta tras Estados Unidos (oro) y por delante de Canadá (bronce), siendo sus compañeros de equipo: Tommy Hampson, Crew Stoneley y Godfrey Rampling.